# Yanshui (Tainan)
Yanshui oder Yanshuei (chinesisch 鹽水區, Pinyin Yánshuǐ Qū, Tongyong Pinyin Yánshuěi Cyu, Pe̍h-ōe-jī Kiâm-chúi-khu) ist ein Bezirk der regierungsunmittelbaren Stadt Tainan im Südwesten der Republik China auf Taiwan.

## Lage und Beschreibung
Yanshui liegt an der nördlichen Grenze des Stadtgebiets von Tainan. Der Bezirk hat eine langgestreckte Form mit einer Längsausdehnung in etwa nordöstliche Richtung von 13 Kilometern und einer Querausdehnung von 4 bis 5 Kilometern. Der Bezirk ist Teil der Jianan-Ebene und aus Schwemmland entstanden, das die Flüsse Bazhang (八掌溪,  Bāzhǎng Xī) und Jishuei (急水溪,  Jíshuǐ Xī) herantransportiert haben. Ersterer bildet auch zum größten Teil die natürliche Grenze nach Norden. Die benachbarten Bezirke in Tainan sind
Xuejia im Westen, Xiaying im Süden, Xinying im Südosten und Houbi im Osten. Im Norden und Nordwesten grenzt Yanshui an die Gemeinde Yizhu im benachbarten Landkreis Chiayi.

## Geschichte
Yanshui ist eine der ältesten han-chinesischen Siedlungen in Taiwan. Der Ortsname (Yanshui = ‚Salzwasser‘) weist darauf hin, dass die Siedlung, die heute im Binnenland liegt, früher direkten Zugang zum Meer hatte. Im 17. bis 19. Jahrhundert bestand westlich von Yanshui eine große Salzwasserlagune, die Daofeng-Lagune (倒風內海,  Dàofēng Nèihǎi), und Yanshui war einer der größten Hafenorte. Der Name ‚Yanshui‘ bürgerte sich allerdings erst später ein. Zuvor war der Ort als Yuegang (月港,  Yuègǎng) oder Yuejin (月津,  Yuèjīn) bekannt. Während des Königreichs Tungning nahm die Bedeutung des Ortes als Handelsknotenpunkt rasch zu und während der Regierungszeiten der Kaiser Yongzheng, Jiaqing und Daoguang im 18. und 19. Jahrhundert galt Yuejin/Yanshui als einer der bedeutendsten Orte Taiwans. Es kursierte der Ausspruch 一府、二鹿、三艋岬、四月津,  Yī Fǔ, Er Lù, Sān Měngjiǎ, Sì Yuèjīn – „erstens Fu, zweitens Lu, drittens Mengjia, viertens Yuejin“, womit die vier wichtigsten Orte Taiwans gemeint waren: Tainan (Fu), Lukang (Lu), Mengjia (heute Wanhua in Taipeh) und Yuejin. Mit der Zeit verlandete die Lagune durch Sedimenteintrag und der Hafen von Yanshui verlor seine Bedeutung. Während der japanischen Kolonialzeit (1895 bis 1945) plante die japanische Verwaltung den Bau einer Eisenbahnlinie durch Yanshui. Die lokalen Würdenträger lehnten dies jedoch aufgrund von Bedenken wegen ungünstigen Fengshuis ab. Infolgedessen wurde die Eisenbahnlinie um Yanshui herum gebaut und der Ort geriet dadurch wirtschaftlich ins Hintertreffen. Nach 1945 wurde Yanshui zu einer Stadtgemeinde im neu gegründeten Landkreis Tainan der Republik China. Als der Landkreis am 25. Dezember 2010 aufgelöst und in die Stadt Tainan inkorporiert wurde, erhielt Yanshui den Status eines Stadtbezirks (區,  Qū).

## Bevölkerung
Mit etwas mehr als 25.000 Einwohnern lag Yanshui im Jahr 2017 an Position 20 unter den 39 Bezirken Tainans. Angehörige indigener Völker machten ungefähr 0,3 Prozent der Bevölkerung aus.
| Gliederung Yanshuis |
|                     |

## Verwaltung
Yanshui ist in 13 Ortsteile (里,  Lǐ) eingeteilt. Am 30. April 2018 erfolgte eine Neuabgrenzung der Verwaltungseinheiten. Zuvor waren es 25 Ortsteile gewesen.
1 Qingshui (汫水里)

2 Shuixiu (水秀里)

3 Annei (岸內里)

4 Jincheng (津城里)

5 Yuegang (月港里)

6 Qiaonan (橋南里)

7 Yizhong (義中里)

8 Wenchang (文昌里)

9 Sanming (三明里)

10 Huanya (歡雅里)

11 Sanhe (三和里)

12 Zhulin (竹林里)

13 Ditougang (坔頭港里)

## Bildungseinrichtungen
In Yanshui hat die Nan-Jeon-Universität für Naturwissenschaften und Technik (NJU) ihren Sitz.

## Wirtschaft
Der Agrarsektor spielt eine wichtige Rolle. Angebaut werden vorwiegend Reis, Sorghumhirse, Mais und Tomaten. Die Fischzucht spielt eine gewisse Rolle (173 Hektar im Jahr 2015). An Nutztieren werden Milchvieh, Hühner, Enten und Schweine gehalten. Daneben gibt es kleinindustrielle Betriebe der Metallverarbeitung, Lebensmittelherstellung, Lederverarbeitung etc.

## Verkehrsverbindungen
Die Hauptverkehrsstraße ist die Provinzstraße 19, die von Nordwesten kommend in Yanshui eintritt und dann nach Südwesten abbiegt. Von ihr zweigt die Provinzstraße 19A (19甲) ab, die nach Südosten verläuft. Östlich von Yanshui verläuft die Nationalstraße 1 (Autobahn), die das Gebiet von Yanshui ganz im Süden kurz tangiert. Ein direkter Eisenbahnanschluss besteht nicht.

## Besonderheiten
Überregional bekannt ist Yanshui für sein Bienenschwarm-Feuerwerk (鹽水蜂炮,  Yánshuǐ Fēngpào, englisch Beehive festival). Die Tradition geht der Überlieferung nach auf das Jahr 1885 zurück. Damals, zur Regierungszeit des Qing-Kaisers Guangxu, brach im Sommer in Yanshui eine Epidemie aus, der Hunderte zum Opfer fielen. Der Überlieferung nach brannten die Menschen zahlreiche Feuerwerkskörper ab, um die bösen Geister zu vertreiben. Daraus entwickelte sich das spätere jährliche Feuerwerksbrauchtum.
Dabei setzen sich die Besucher bewusst dem Beschuss mit Feuerwerksraketen aus und ziehen dafür entsprechende Schutzkleidung (Motorradhelme etc.) an. Von einer Rakete getroffen zu werden gilt als glückverheißendes Zeichen.
Seit dem Jahr 2011 findet jährlich zum chinesischen Neujahrsfest das Yuejin-Laternenfestival (月津港燈節,  Yuèjīn Gǎng dēngjié) statt, bei dem verschiedene Lichtinstallationen entlang des Wassers zu sehen sind.
In Yanshui gibt es mehrere sehenswerte ältere Tempel. Dazu zählen der Wu-Tempel (武廟,  Wǔmiào), der auf die Regierungszeit Kangxis (1661–1722) zurückgeht, der Hubi-Tempel (護庇宮,  Hùbì Gōng), ein Mazu-Tempel, dessen Anfänge bis zu den letzten Jahren der Ming-Dynastie (Anfang 17. Jahrhundert) zurückreichen, der Qielan-Tempel (伽藍廟,  Qiélán Miào) aus der Zeit Qianlongs (1735–1796), der nach Kriegszerstörungen wieder aufgebaut wurde, und der Dazhong-Tempel (大眾廟,  Dàzhòng Miào), auch Jubo-Pavillon (聚波亭,  Jùbō Tíng) aus der Zeit Kangxis.

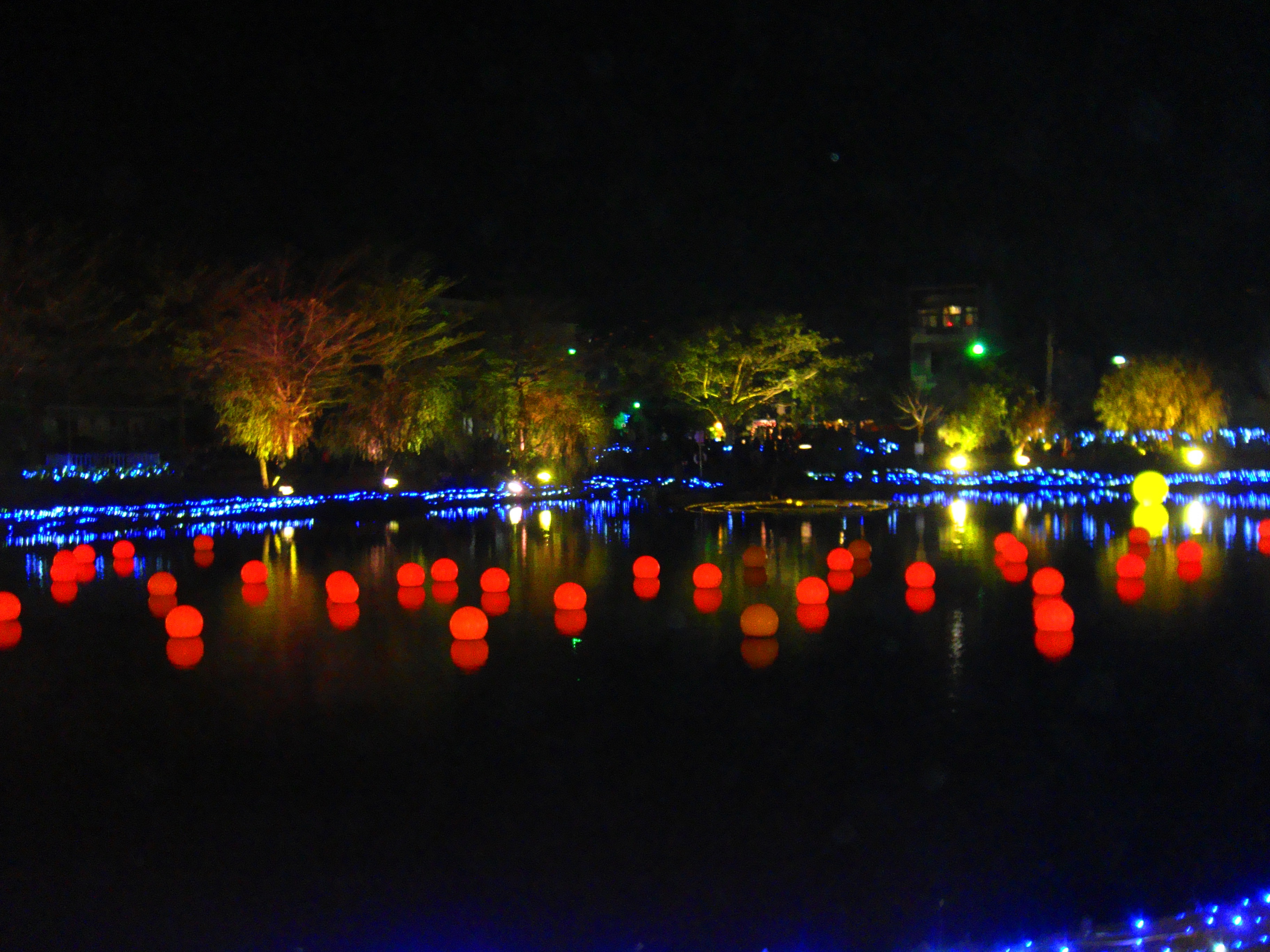
Laternenfestival im Jahr 2013
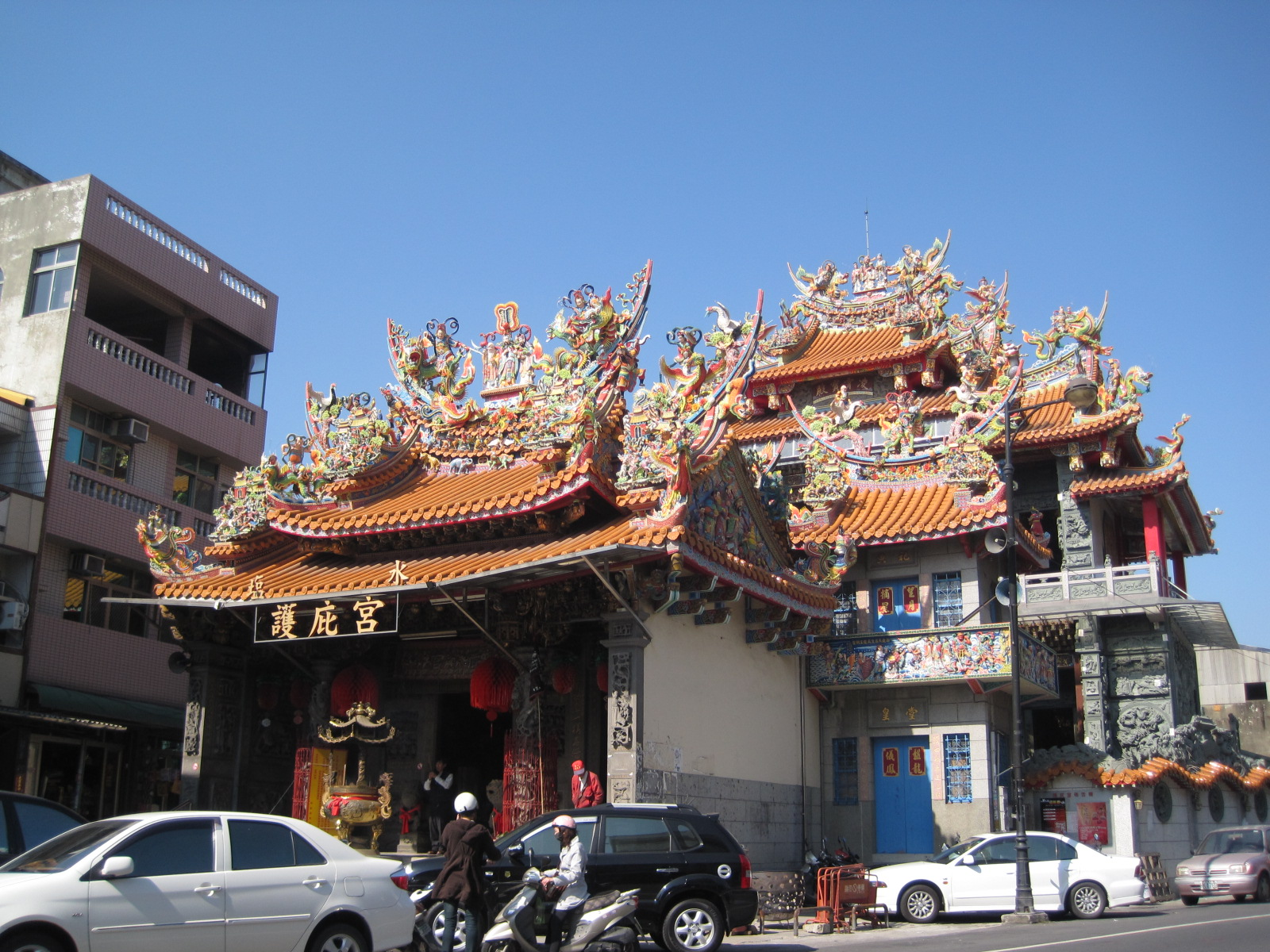
Hubi-Tempel
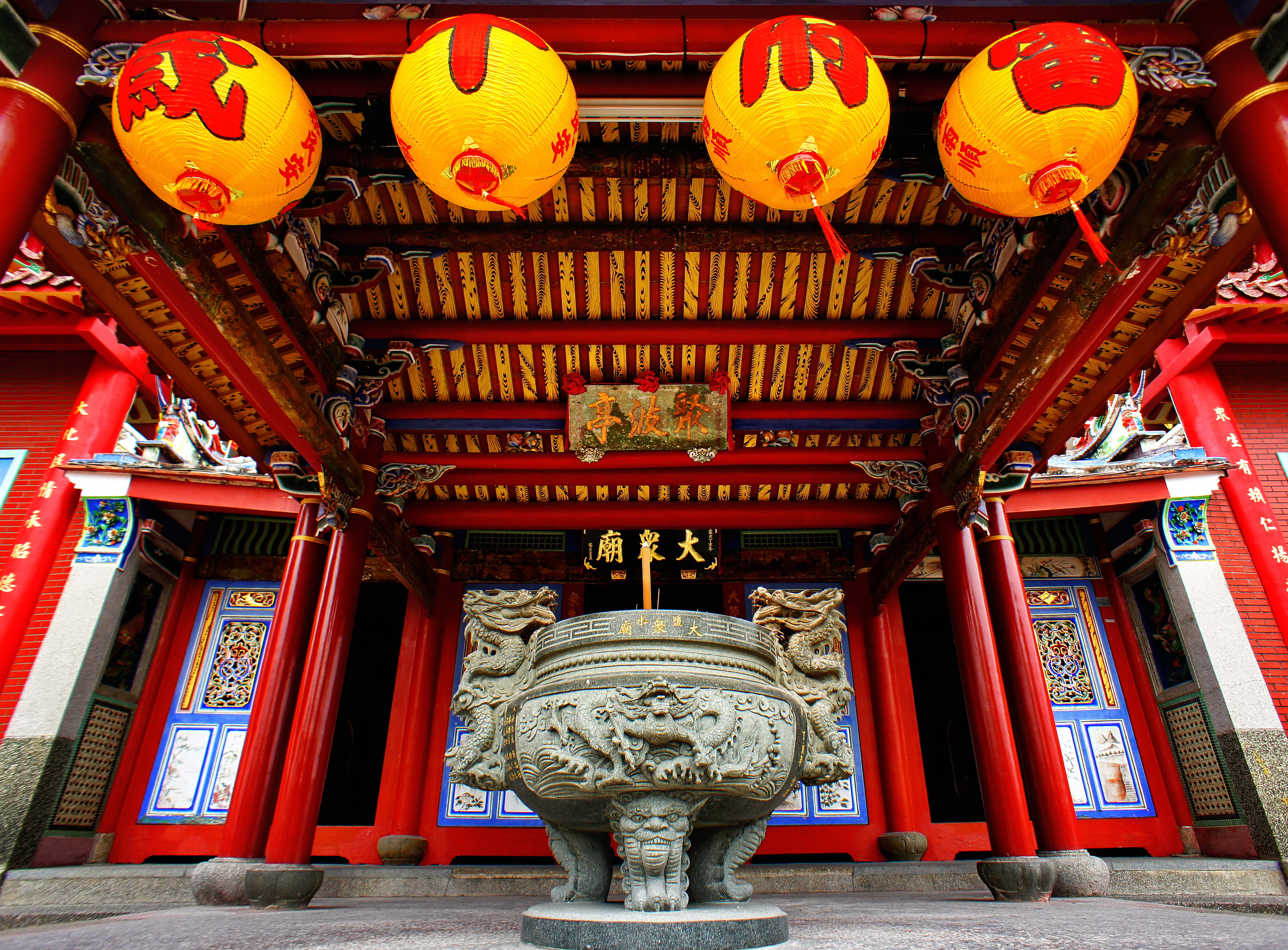
Dazhong-Tempel